# Божков, Стефан
Стефан Стефанов Божков (болг. Стефан Божилов Стефанов; 20 сентября 1923, София, Третье Болгарское царство — 1 февраля 2014, София, Болгария) — болгарский футболист и тренер, бронзовый призёр летних Олимпийских игр в Мельбурне (1956).

## Спортивная карьера
Учился в СССР и Италии. Имел два высших образования: медицинское и спортивное.
Атакующий полузащитник. Один из самых популярных болгарских футболистов 1950-х гг. Выступал за «Спортист» София (1937—1946), «Кладно» Чехословакия (1947—1948), ЦДНА София (1948—1959). Чемпион Болгарии 1948, 1951, 1952, 1954—1959. Обладатель Кубка Болгарии 1951, 1954, 1955. Чемпион Спартакиады дружественных армий 1958.
За сборную Болгарии сыграл 53 матча, в 41 из которых был её капитаном. Бронзовый призёр мельбурнской Олимпиады 1956 года. В 1974 году включен в символическую сборную болгарского футбола за 30 лет (1944—1974 года). Руководил сборной Болгарии как главный тренер (1960, 1966—1970) в 34 матчах, в том числе и на чемпионате мира в Мексике (1970). Тренировал олимпийскую и молодёжную сборные Болгарии, клуб ЦСКА (София). Привел олимпийскую сборную Болгарии к серебряным медалям летних Олимпийских игр в Мехико (1968).
Затем долгое время являлся вице-президентом Болгарской федерации футбола, председателем тренерской комиссии.
Заслуженный мастер спорта Болгарии (1953), заслуженный тренер (1969). За выдающиеся спортивные успехи награждён государственными орденами и медалями. Почетный гражданин Софии.